# Hydraena camerocubita
Hydraena camerocubita (лат.) — вид жуков-водобродок рода Hydraena из подсемейства Hydraeninae. Название состоит из имени места обнаружения (Камерун) и слова cubita, обозначающего признак наличия рукообразной формой гонопорного отростка эдеагуса.

## Распространение
Встречаются в Камеруне (N. Ngaoundere; Экваториальная Африка).

## Описание
Жуки-водобродки очень мелкого размера (менее 1,5 мм), удлинённой формы. Коричневато-чёрные. Дорзум коричневый до светло-коричневого, макула головы и переднеспинки тёмно-коричневые до чёрного, пальпы светло-коричневые, кончик последнего пальпомера не темнее. Верх головы и переднеспинка умеренно плотно пунктированы, на макуле более редко, чем на окружающих участках, промежутки блестящие; пунктировка наличника неполная. Лабрум апикомедиально вырезан. Переднелатеральные ямки умеренно глубокие, заднелатеральные пронотальные ямки очень мелкие, заднесубмедиальные ямки очень мелкие. Отличается от других представителей рода в Камеруне сочетанием небольшого размера (1,26 мм), метавентральных бляшек, которые очень маленькие, очень узкие, субкилевидные линии, и строением эдеагуса. Спинной габитус похож на габитус H. cameroconfinis, но данный вид намного меньше (1,26 против 1,66 мм) и имеет другие пропорции вентральной части. Эдеагусы этих двух видов заметно отличаются друг от друга. Взрослые жуки, предположительно, как и близкие виды, растительноядные, личинки плотоядные.

## Классификация
Вид был впервые описан в 2022 году американским энтомологом Philip Don Perkins (Department of Entomology, Museum of Comparative Zoology, Гарвардский университет, Кембридж, США) по типовым материалам из Камеруна, собранным им в 1982 году.